# ديفيد بلير (صحفي)
ديفيد بلير (بالإنجليزية: David Blair)‏ هو صحفي بريطاني، ولد في 1973.